# Cryptocyclops caudatus
Cryptocyclops caudatus – gatunek widłonoga z rodziny Cyclopidae. Jako pierwszy opisał go w 1927 roku norweski hydrobiolog Georg Ossian Sars.